# Kanton Picquigny
Kanton Picquigny (fr. Canton de Picquigny) byl francouzský kanton v departementu Somme v regionu Pikardie. Skládal se z 21 obcí. Zrušen byl po reformě kantonů 2014.

## Obce kantonu
- Ailly-sur-Somme
- Belloy-sur-Somme
- Bettencourt-Saint-Ouen
- Bouchon
- Bourdon
- Breilly
- Cavillon
- La Chaussée-Tirancourt
- Condé-Folie
- Crouy-Saint-Pierre
- L'Étoile
- Ferrières
- Flixecourt
- Fourdrinoy
- Hangest-sur-Somme
- Le Mesge
- Picquigny
- Soues
- Vignacourt
- Ville-le-Marclet
- Yzeux